# Charlottesville Alliance FC
Charlottesville Alliance FC, anteriormente conhecido como Aromas Café FC, é uma agremiação esportiva da cidade de Charlottesville, Virgínia.  Atualmente disputa a National Premier Soccer League.

## História
Anteriormente conhecido como Aromas Café FC, o Charlottesville Alliance FC disputou sob o antigo nome a Lamar Hunt U.S. Open Cup em 2016, sendo eliminado na segunda fase pelo Richmond Kickers.
Em 2018 o clube mudou de nome e foi anunciado como franquia de expansão da NPSL.

## Estatísticas

### Participações
|  | Participações em 2018 |

| Competição     | Competição                     | Temporadas | Melhor campanha     | Estreia | Última | P | R |
| Estados Unidos | National Premier Soccer League | 1          | Estreia (2018)      | 2018    | 2018   |   | – |
| Estados Unidos | Lamar Hunt U.S. Open Cup       | 1          | Segunda Fase (2016) | 2016    | 2016   |   | – |

## Símbolos

### Escudo
| Evolução do Escudo do Charlottesville Alliance FC | Evolução do Escudo do Charlottesville Alliance FC | Evolução do Escudo do Charlottesville Alliance FC | Evolução do Escudo do Charlottesville Alliance FC | Evolução do Escudo do Charlottesville Alliance FC | Evolução do Escudo do Charlottesville Alliance FC | Evolução do Escudo do Charlottesville Alliance FC | Evolução do Escudo do Charlottesville Alliance FC | Evolução do Escudo do Charlottesville Alliance FC |
| 2016 – 2017                                       | 2018 – Atual                                      |                                                   |                                                   |                                                   |                                                   |                                                   |                                                   |                                                   |
| ------------------------------------------------- | ------------------------------------------------- | ------------------------------------------------- | ------------------------------------------------- | ------------------------------------------------- | ------------------------------------------------- | ------------------------------------------------- | ------------------------------------------------- | ------------------------------------------------- |